# Santa Maria Capua Vetere
Santa Maria Capua Vetere ist eine Stadt nahe Caserta in der Provinz Caserta in der italienischen Region Kampanien in Süditalien mit 32.081 Einwohnern (Stand 31. Dezember 2024).
Bis 1861 hieß die Stadt Santa Maria Maggiore. Sie liegt an der Stelle des antiken Capua (die moderne Stadt Capua befindet sich am Ort des antiken Casilinum). Die Nachbargemeinden sind Capua, Carinaro, Casaluce, Curti, Macerata Campania, Marcianise, San Prisco, San Tammaro und Teverola.

## Geschichte
Die meisten antiken Quellen führten die Gründung Capuas – das die mächtigste und luxuriöseste Stadt Kampaniens wurde – auf den Trojaner Kapys zurück. Anderen Überlieferungen zufolge ist Capua dagegen von einem Enkel des Aeneas namens „Rhomos“ oder von einem samnitischen Feldherrn namens Kapys gegründet worden. Bereits Titus Livius äußerte jedoch die Vermutung, der Name rühre nicht von einem eponymen Heros her, sondern von der ebenen (lateinisch campester: „in der Ebene, flach“) Beschaffenheit der Region. Der Zeitpunkt der Stadtgründung dürfte etwa um 800 v. Chr. gelegen haben. Angeblich hieß Capua ursprünglich Volturnum, doch hält der Historiker Gerhard Radke diese Überlieferung für wenig glaubwürdig. Laut Cato dem Älteren legten sodann Etrusker Capua 471 v. Chr. an der Stelle eines Dorfes der Osker neu an. Ihre Stadtgründung nannten sie Capeva. Doch dürften die Etrusker schon ein Jahrhundert früher das in Kampanien dominante Volk gewesen sein. In der zweiten Hälfte des 5. Jahrhunderts v. Chr. beendeten die Samniten die etruskische Herrschaft in Kampanien und eroberten Capua im Jahr 424 v. Chr.
Gegen den Anmarsch samnitischer Bergstämme wandte sich Capua 343 v. Chr. um Hilfe an Rom und erhielt laut den römischen Geschichtsschreibern Titus Livius und Velleius Paterculus fünf Jahre später den Status einer römischen Halbbürgergemeinde (civitas sine suffragio); letzteres wird von Gerhard Radke bezweifelt. Im Zweiten Samnitischen Krieg erwies sich Capua als unzuverlässiger Verbündeter der Römer. Daher wurde 318 v. Chr. die Macht der einheimischen Magistrate Capuas durch Ernennung römischer praefecti Capuam beschränkt. Im gleichen Jahr wurde die nach dem Ager Falernus (einem am rechten Ufer des Volturnus gelegenen Gebiet) benannte Tribus Falerna eingerichtet.
Nach 312 v. Chr. wurde Capua durch die Via Appia mit Rom verbunden, die dort an der Porta Capena endete. Ob dieses antike Stadttor Roms nach Capua benannt wurde, ist ungewiss. Vor dem Bau der Via Appia musste man, um von Rom aus nach Capua zu gelangen, den Weg über die bis Casilinum führende Via Latina nehmen.
Im 3. Jahrhundert v. Chr. war Capua sehr prosperierend und eine der bedeutendsten Städte Italiens. Während des Zweiten Punischen Krieges gab die Stadt nach der Ablehnung ihrer Forderung, einen der Konsuln stellen zu dürfen, ihre Bindung an Rom auf und ging nach der römischen Niederlage in der Schlacht bei Cannae (216 v. Chr.) zum siegreichen Hannibal über. Das punische Heer, das nun in Capua Winterquartiere bezog, soll laut Livius und anderen antiken Autoren aufgrund der dort vorherrschenden luxuriösen Lebensweise seine Schlagkraft eingebüßt haben. Die Konsuln Quintus Fulvius Flaccus und Appius Claudius Pulcher begannen 212 v. Chr. mit der Einschließung Capuas und konnten im nächsten Jahr Entsatzversuche Hannibals abwehren. Die Stadt fiel schließlich nach langer Belagerung Ende 211 v. Chr. Es folgten scharfe Vergeltungsmaßnahmen der Römer. Sie beinhalteten auch die Abschaffung der bisher selbständigen Gemeindeverwaltung, Enteignung der Einwohner und Umwandlung des Territoriums von Capua in eine römische Staatsdomäne (Campanus ager). Die Bürgerkolonien Liternum und Volturnum wurden 194 v. Chr. nahe der Küste auf einem Teil des Campanus ager gegründet.
Capua hatte weiterhin eine prosperierende Wirtschaft, die u. a. auf Getreideanbau, Parfümerie und Herstellung von durch Cato den Älteren gelobten Bronzegeräten basierte. 83 v. Chr. schlug Sulla nördlich von Capua den Konsul Gaius Norbanus, der sich in die Stadt zurückziehen musste.
Die kampanische Metropole war für die Austragung von Gladiatorenkämpfen bekannt. Im Jahr 73 v. Chr. ging von Capua der zwei Jahre dauernde Sklavenaufstand des Spartacus aus, nachdem Spartacus zusammen mit 78 anderen Gladiatoren nach einer Rebellion aus einer in Capua angesiedelten Gladiatorenschule ausgebrochen war.
Im Rahmen seines Ackergesetzes schuf Gaius Iulius Caesar 59 v. Chr. als Konsul in Capua unter dem Namen Colonia Iulia Felix eine Kolonie für 20.000 römische Bürger. Weitere Kolonisten siedelte der Triumvir Marcus Antonius im Jahr 43 v. Chr. an. Den gleichen Schritt veranlasste sieben Jahre später sein Amtskollege Octavian, der spätere Kaiser Augustus, der auch ein Aquädukt vom Mons Tifata erbauen ließ.
In der frühen Kaiserzeit war capuanisches Bronzegeschirr weit verbreitet. Im Bürgerkrieg des Vierkaiserjahres 69 n. Chr. stellte sich Capua auf die Seite des Vitellius. In der Spätantike wird es nur noch selten erwähnt. Plündernde Vandalen unter Führung des Geiserich zerstörten die Stadt im Jahr 456. Sie dürfte jedoch bald wieder aufgebaut worden sein und behielt eine gewisse Bedeutung.
Nach dem Zusammenbruch des Weströmischen Reichs wurde Capua beim Einfall der Langobarden in Italien in der zweiten Hälfte des 6. Jahrhunderts erneut verwüstet und gehörte dann im Frühmittelalter als Gastaldat zum Herzogtum Benevent. 840 erlitt es seine völlige Zerstörung durch die Sarazenen. 856 gründete Bischof Landulf als Nachfolgesiedlung Capua nova, das moderne Capua, an der Stelle des antiken Casilinum, aber auch am Platz des zerstörten „alten“ Capua entstand im späteren Mittelalter wieder eine Siedlung unter dem Namen Santa Maria Maggiore.

## Sehenswürdigkeiten
Erwähnenswert macht die Stadt das zweitgrößte Amphitheater nach dem Kolosseum in Rom. Der Grad der Erhaltung ist zwar an den Außenmauern nicht mit dem von Rom zu vergleichen. In Santa Maria Capua Vetere sind jedoch die unterirdischen Gänge komplett restauriert und begehbar sowie mit einer Größe von 170 m × 140 m nur wenig kleiner als das römische Amphitheater. Außerdem bietet das Gelände ein interessantes Museum zum Thema Gladiatoren (früher das Antiquario) und einige erhaltene Grabmäler.
Eine weitere Sehenswürdigkeit findet sich in der Innenstadt: Hier wurde 1924 eines der wenigen erhaltenen Mithräen in Europa entdeckt.
Weitere Sehenswürdigkeiten sind der Dom, das Museo Archeologico dell’Antica Capua und der Triumphbogen Arco di Adriano zu Ehren von Kaiser Hadrian.

## Bilder

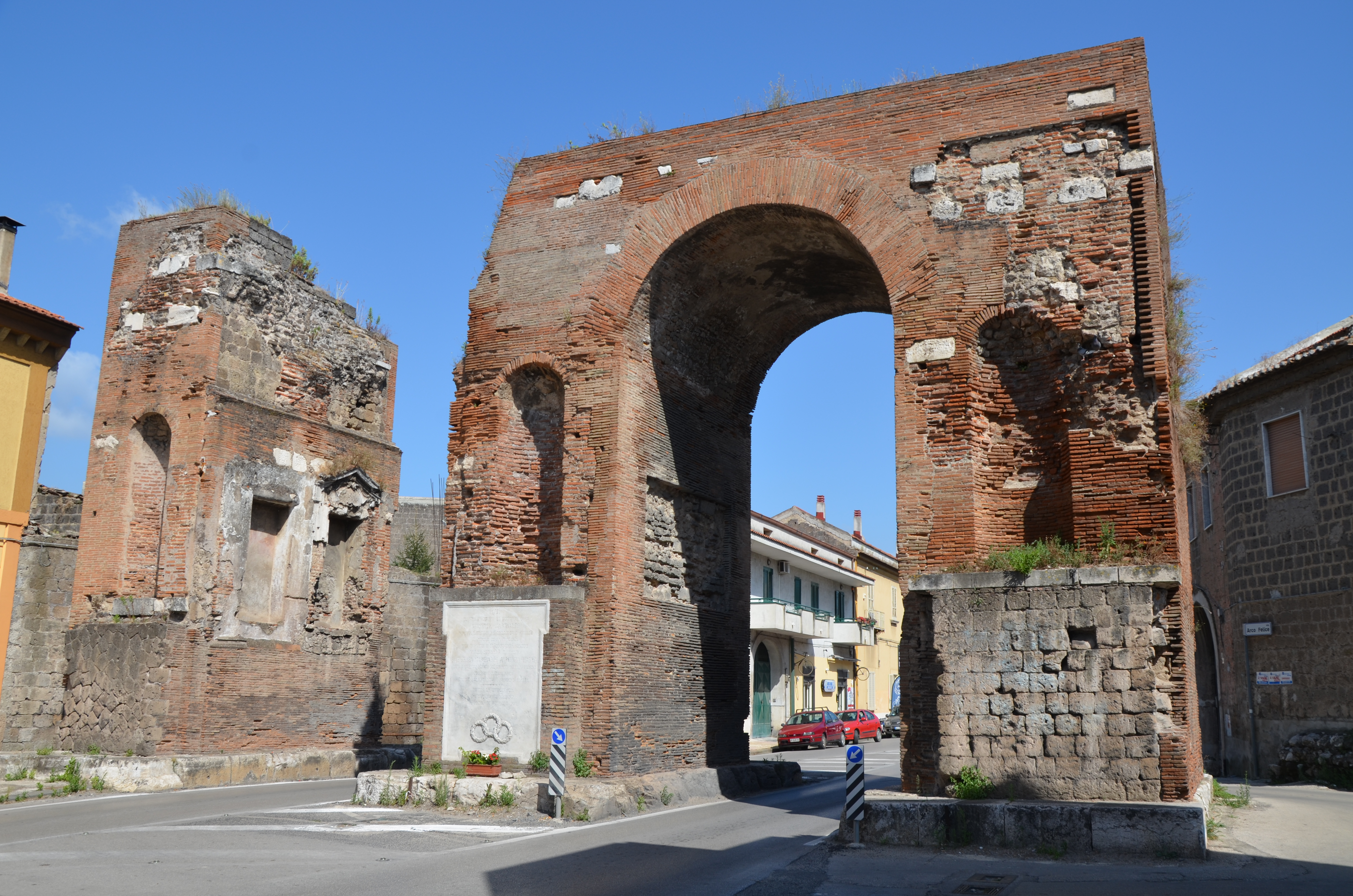
Hadriansbogen
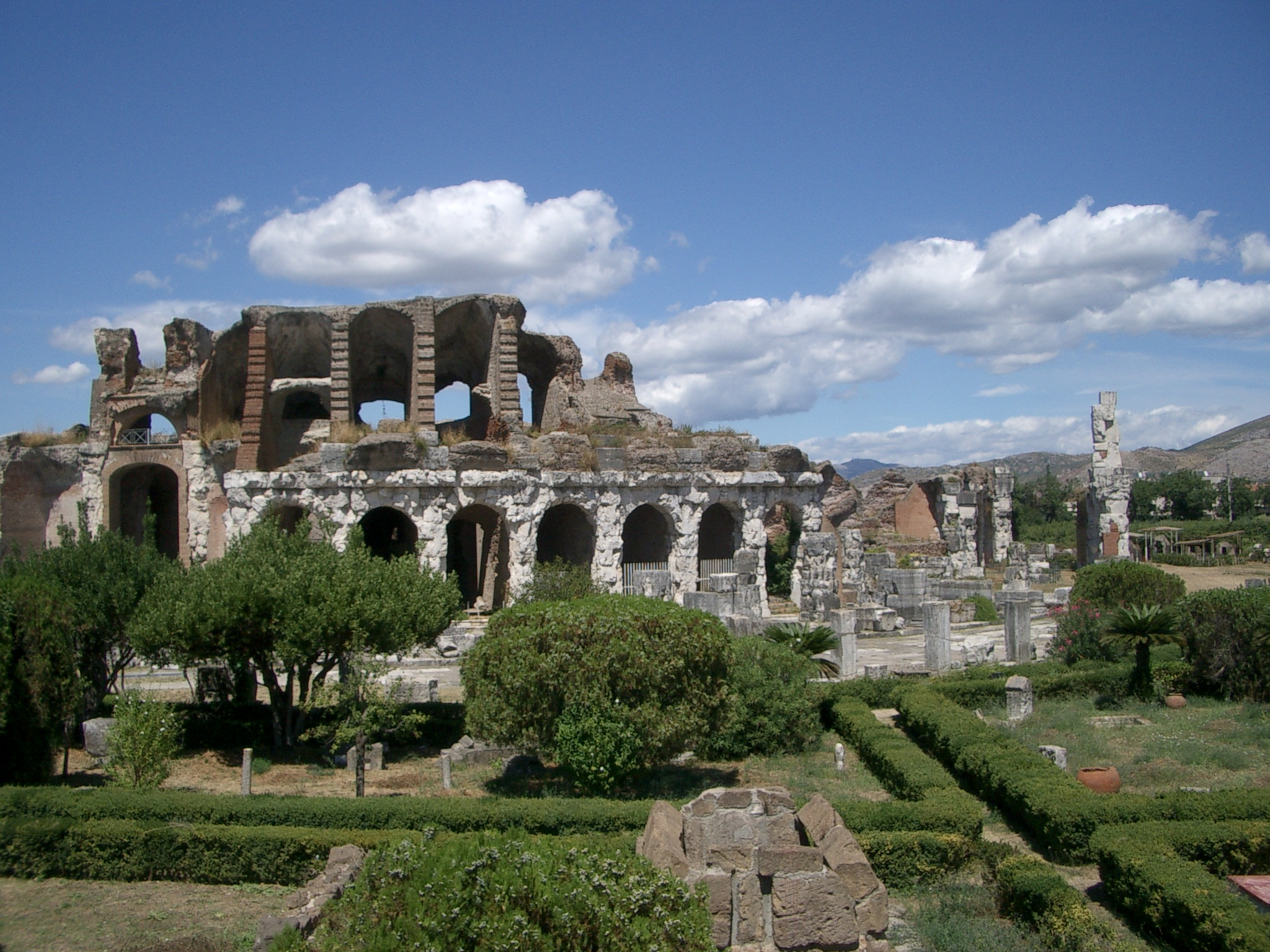
Antikes Amphitheater
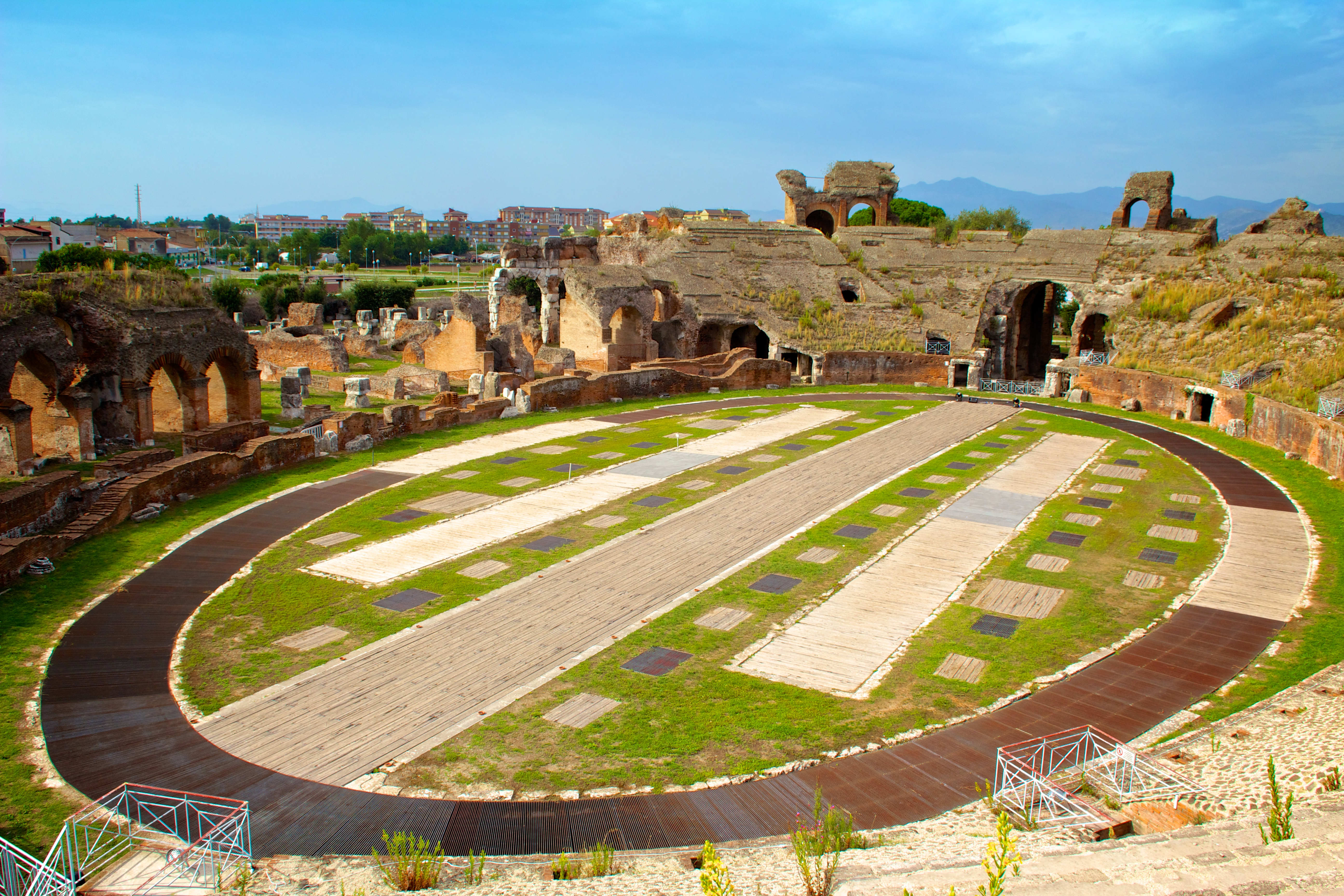
Antikes Amphitheater
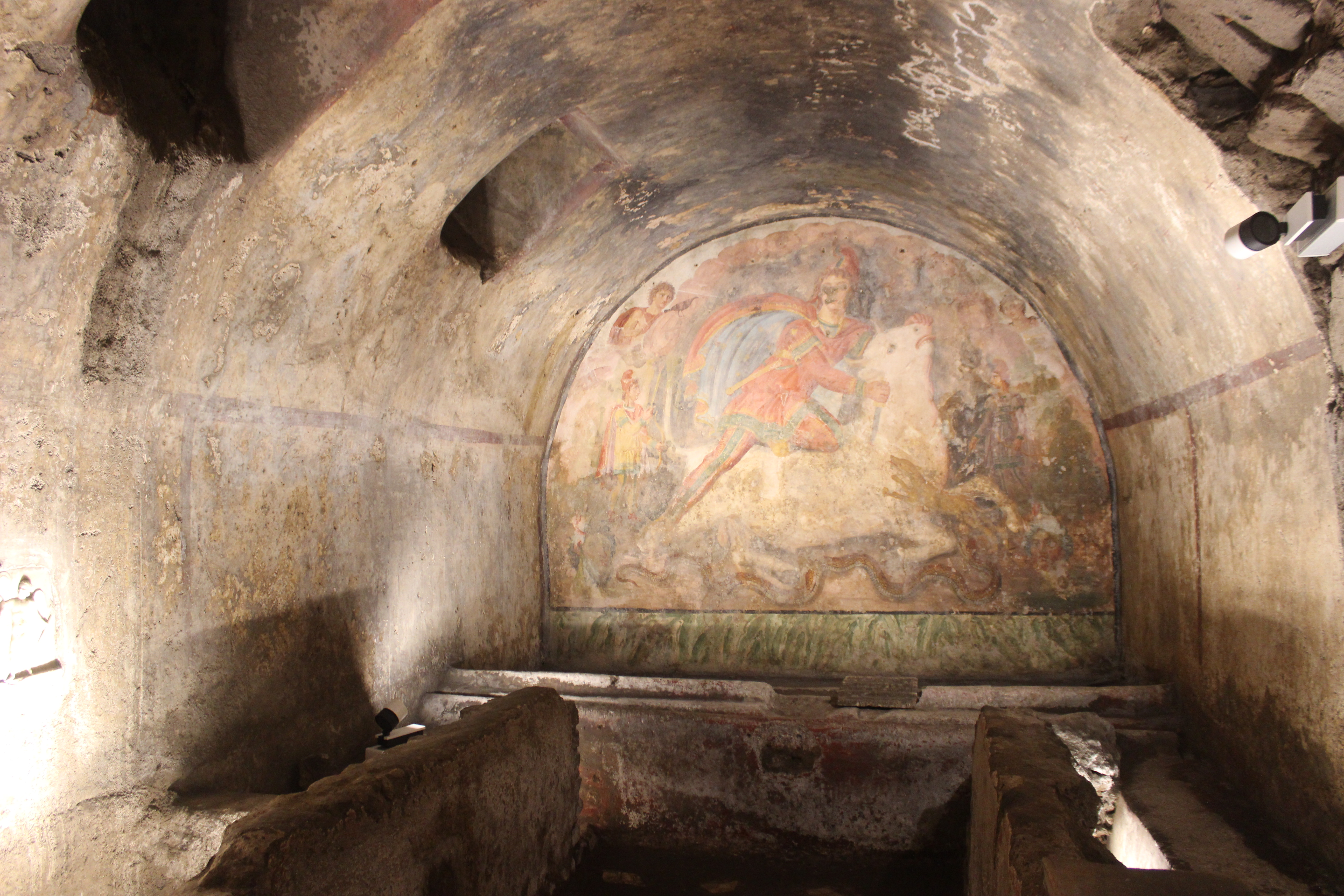
Mithräum
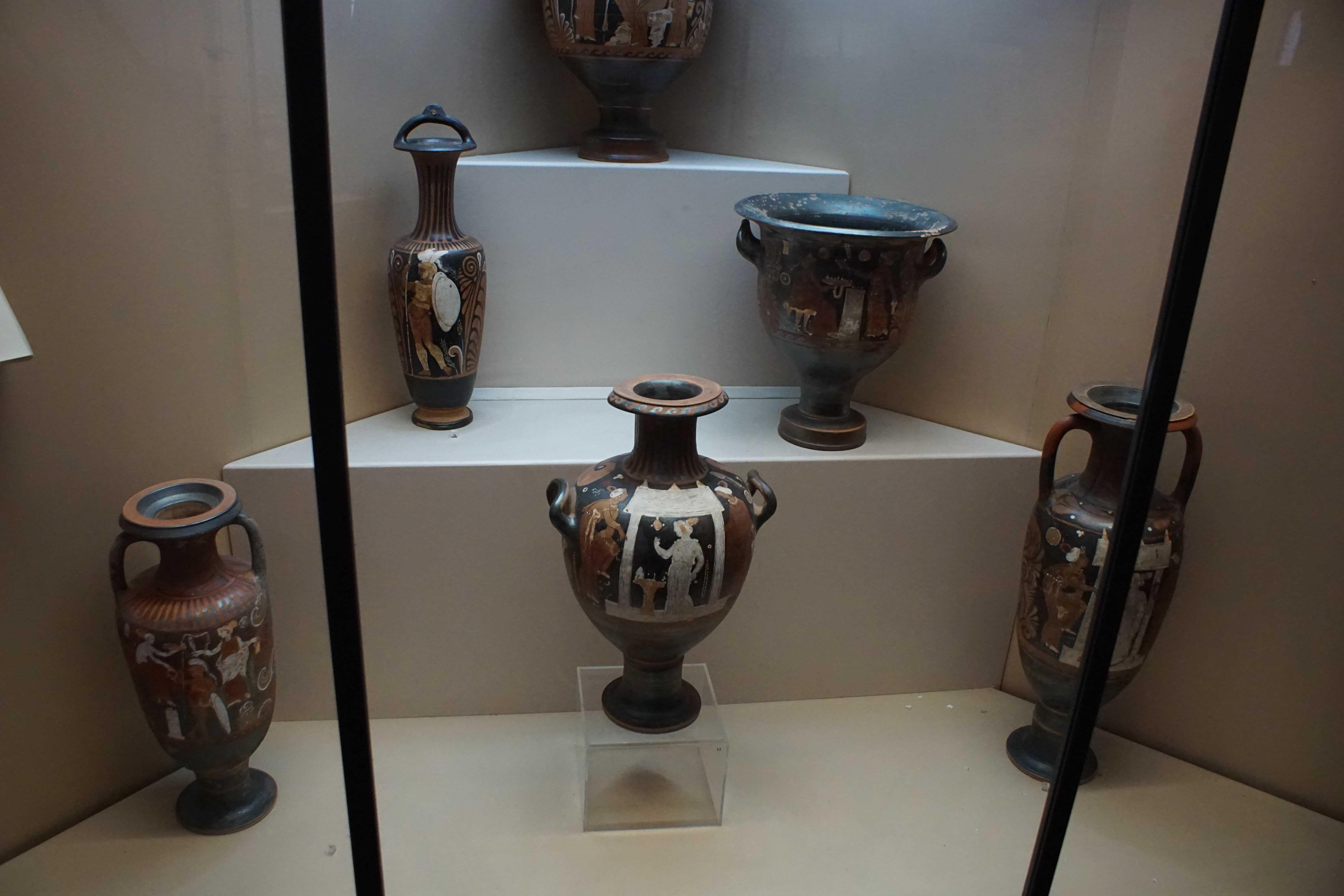
Antike Vasen im Museo Archeologico
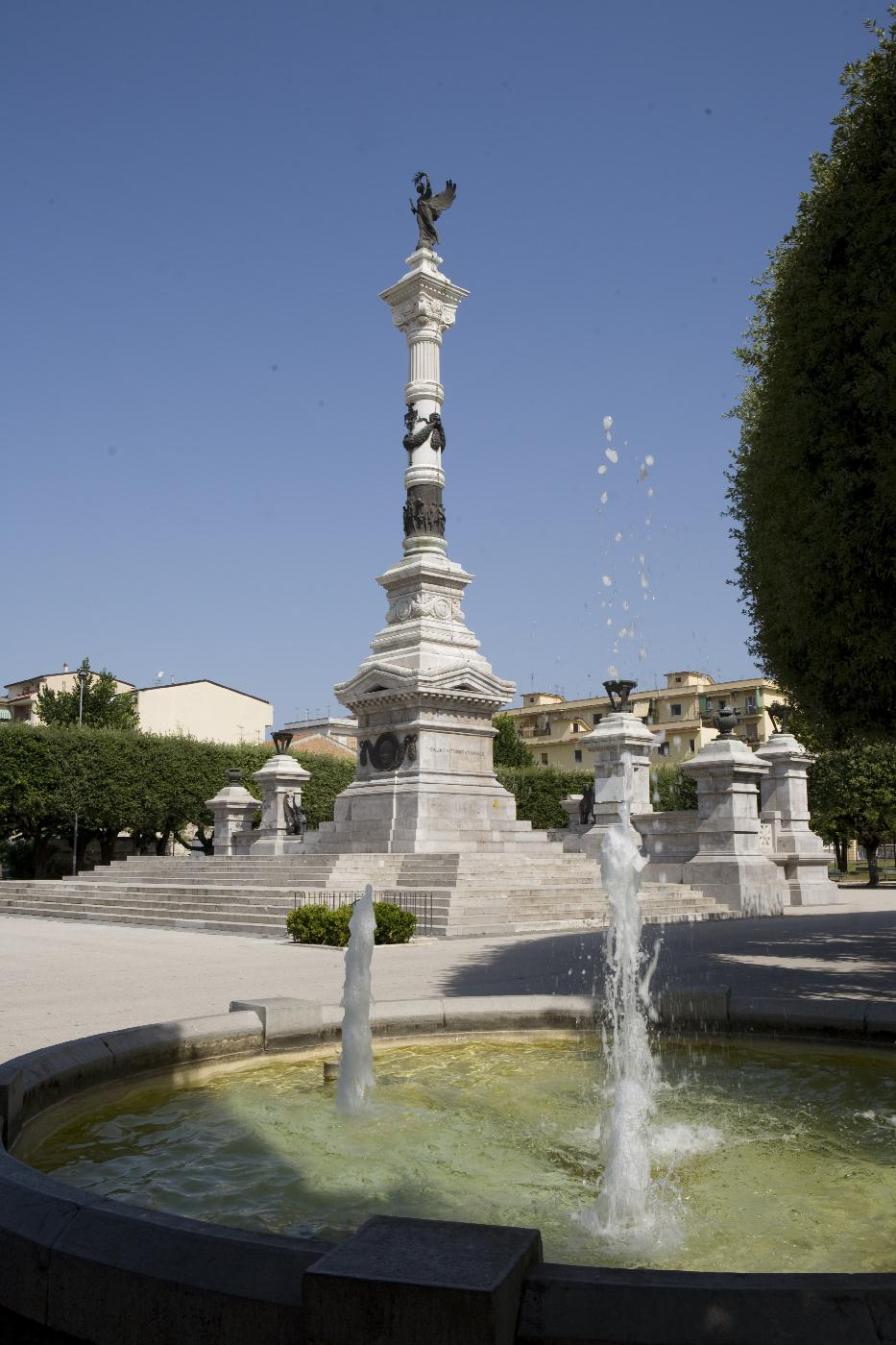
Denkmal für die Garibaldini von Architekt Manfredi

## Sport
Der Ort war 1988 Ankunftsort der 5. Etappe des Giro d’Italia.

## Söhne und Töchter der Stadt
- Mathilde von Kapri (1826 oder 1832–1889), österreichische Schriftstellerin und Dramatikerin
- Giulia Salzano (1846–1929), Ordensschwester, Gründerin der Suore Catechiste del Sacro Cuore
- Antonio Sicurezza (1905–1979), Maler
- Giacinto Bosco (1905–1997), Politiker und Jurist
- Gaetano Amata (1912–nach 1963), Filmschaffender
- Lilia d’Albore (1914–1988), Violinistin
- Giovanni Casertano (1941–2023), Philosophiehistoriker
- Silvana De Mari (* 1953), Schriftstellerin
- Pina Picierno (* 1981), Politikerin (Partito Democratico)
- Frank Matano (* 1989), Schauspieler, Komiker, Moderator, YouTuber, Synchronsprecher und Drehbuchautor
- Marcello Trotta (* 1992), Fußballspieler